# Hugo von Hurter
Hugo von Hurter (Sciaffusa, 11 gennaio 1832 – Innsbruck, 11 dicembre 1914) è stato un teologo tedesco.

## Biografia
Hugo von Hurter nacque a Sciaffusa l'11 gennaio 1832. Dal 1847 al 1855 studiò teologia e filosofia a Roma. Ordinato sacerdote nel 1855, nel 1857 entrò nella Compagnia di Gesù. Dal 1858 al 1912 fu professore di teologia sistematica all'Università di Innsbruck (1858-1908).
La sua opera maggiore è il Nomenclator literarius theologiae catholicae, accurato repertorio cronologico dei teologi cattolici (1ª ed., 3 voll., 1876-78, dal Concilio di Trento; 3ª ed., 5 voll., 1903-13, dalle origini cristiane). Pubblicò anche opere di teologia (Medulla theologiae dogmaticae, 1879-80) e curò edizioni di testi cristiani (SS. Patrum opuscola selecta, 1868-92; opere di Leonardo Lessio, Tommaso d'Aquino, ecc.).

## Opere
- Theologiae dogmaticae compendium in usum studiosorum theologiae, 3 Bände, 1876-1878 (1908)
- Nomenclator literarius theologiae catholicae, theologos exhibens aetate, natione, disciplinis distinctos, 5 Bände, 1871-1886 (1903-1913)
- Entwürfe zu Betrachtungen für achttägige geistliche Übungen, Innsbruck 1910